# Dendrobium

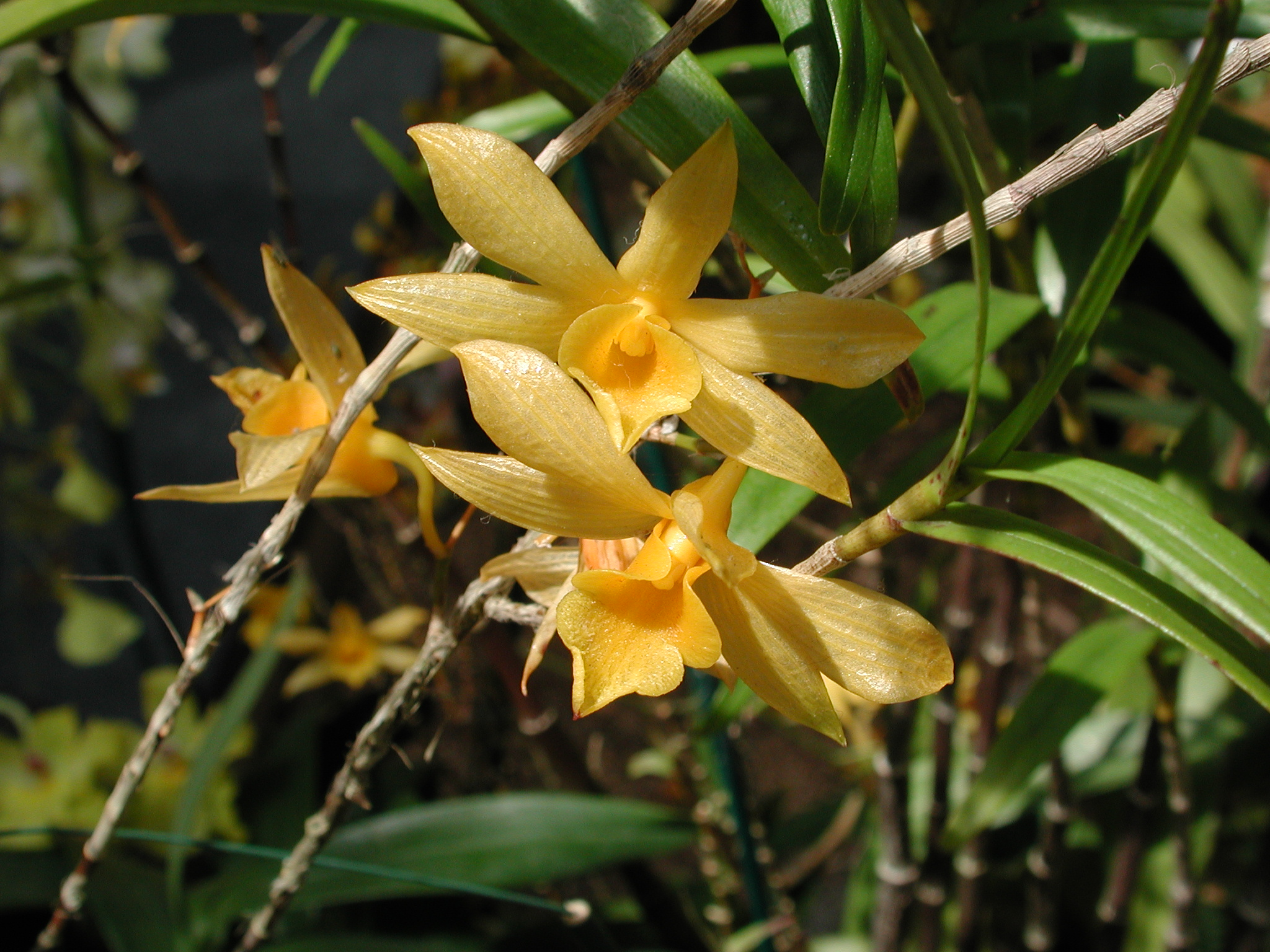
Dendrobium hancockii

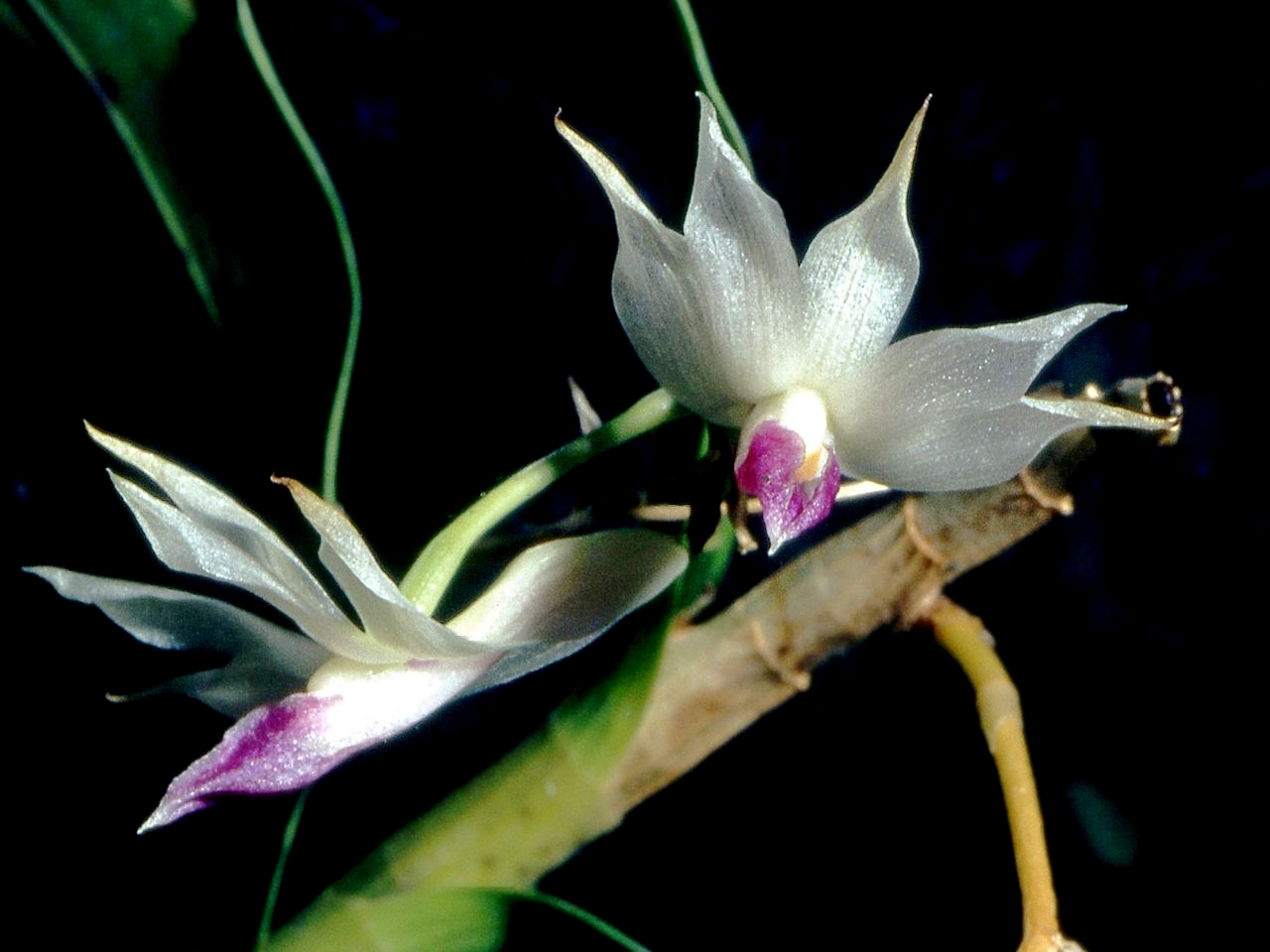
Dendrobium amethystoglossum

Dendrobium (Dendrobium Sw.) – rodzaj roślin z rodziny storczykowatych (Orchidaceae). Należy do niego ponad 1500 gatunków. Jest to jeden z rodzajów storczykowatych, obejmujących największą liczbę gatunków, dodatkowo odznaczających się niezwykle dużą zmiennością oraz adaptacją do różnych warunków klimatycznych.

## Zasięg geograficzny
Zasięg obejmuje tropikalną i subtropikalną Azję (północne Indie, Tajlandia, Borneo, Filipiny, Malezja, Chiny, Korea, Japonia), Nowa Gwinea oraz część Oceanii).

## Morfologia i biologia
Rodzaj obejmuje zarówno epifity, jak i rośliny naziemne. Niektóre gatunki są wiecznie zielone, inne zrzucające liście.

## Systematyka
Rodzaj sklasyfikowany do podplemienia Dendrobiinae w plemieniu Dendrobieae, podrodzina epidendronowe (Orchidaceae), rodzina storczykowate (Orchidaceae), rząd szparagowce (Asparagales) w obrębie roślin jednoliściennych.
Wybór gatunków
- Dendrobium alaticaulinum P.Royen
- Dendrobium albayense Ames
- Dendrobium albiflorum Ridl.
- Dendrobium albopurpureum (Seidenf.) Schuit. & Peter B.Adams
- Dendrobium albosanguineum Lindl. & Paxton
- Dendrobium andreemillariae T.M.Reeve
- Dendrobium angulatum Lindl.
- Dendrobium angustiflorum J.J.Sm.
- Dendrobium angustifolium (Blume) Lindl.
- Dendrobium angustipetalum J.J.Sm.
- Dendrobium angustispathum J.J.Sm.
- Dendrobium bigibbum Lindl.
- Dendrobium bullenianum Rchb.f.
- Dendrobium capillipes Rchb.f.
- Dendrobium cariniferum Rchb.f.
- Dendrobium chameleon Ames
- Dendrobium chrysanthum Wall. ex Lindl.
- Dendrobium conanthum Schltr.
- Dendrobium crispilinguum P.J.Cribb
- Dendrobium eximium Schltr.
- Dendrobium extra-axillare Schltr.
- Dendrobium eymanum Ormerod
- Dendrobium faciferum J.J.Sm.
- Dendrobium fairchildiae Ames & Quisumb.
- Dendrobium fairfaxii F.Muell. ex Fitzg.
- Dendrobium forbesii Ridl.
- Dendrobium formosum Roxb. ex Lindl.
- Dendrobium gerlandianum Kraenzl.
- Dendrobium gibsonii Paxton
- Dendrobium hymenophyllum Lindl.
- Dendrobium nobile Lindl. – dendrobium szlachetne
- Dendrobium papilio Loher
- Dendrobium parthenium Rchb.f.
- Dendrobium pendulum Roxb.
- Dendrobium pentapterum Schltr.
- Dendrobium profusum Rchb.f.
- Dendrobium ramosii Ames
- Dendrobium serena-alexianum J.J.Wood & A.L.Lamb
- Dendrobium serratilabium L.O.Williams
- Dendrobium serratipetalum Schltr.
- Dendrobium setifolium Ridl.
- Dendrobium setosum Schltr.
- Dendrobium sinense Tang & F.T.Wang
- Dendrobium speciosum Sm
- Dendrobium taurinum Lindl.
- Dendrobium thyrsiflorum B.S.Williams
- Dendrobium thyrsiflorum B.S.Williams
- Dendrobium thyrsodes Rchb.f.
- Dendrobium thysanophorum Schltr.
- Dendrobium thysanophorum Schltr.
- Dendrobium tiongii Cootes
- Dendrobium tipula J.J.Sm.
- Dendrobium tipuliferum Rchb.f.
- Dendrobium tobaense J.J.Wood & J.B.Comber
- Dendrobium uniflorum Griff.
- Dendrobium velutinalabrum M.A.Clem. & Cootes
- Dendrobium victoriae-reginae Loher
- Dendrobium virgineum Rchb.f.
- Dendrobium viridiflorum F.M.Bailey
- Dendrobium viriditepalum J.J.Sm.
- Dendrobium viridulum Ridl.
- Dendrobium virotii Guillaumin
- Dendrobium vitiense Rolfe
- Dendrobium vogelsangii P.O'Byrne
- Dendrobium vonroemeri J.J.Sm.
- Dendrobium xanthocaulon Schltr.
- Dendrobium xanthogenium Schltr.
- Dendrobium xantholeucum Rchb.f.
- Dendrobium xanthomeson Schltr.
- Dendrobium xanthophlebium Lindl.
- Dendrobium xanthothece Schltr.
- Dendrobium xichouense S.J.Cheng & Z.Z.Tang
- Dendrobium xiphophyllum Schltr.
- Dendrobium xylophyllum Kraenzl.
- Dendrobium yeageri Ames & Quisumb.
- Dendrobium yongii J.J.Wood
- Dendrobium ypsilon Seidenf.
- Dendrobium zamboangense Ames
- Dendrobium zebrinum J.J.Sm.